# Belleau (Meurthe i Mosel·la)
Belleau és un municipi francès situat al departament de Meurthe i Mosel·la i a la regió del Gran Est. L'any 2007 tenia 745 habitants.

## Demografia

### Població
El 2007 la població de fet de Belleau era de 745 persones. Hi havia 258 famílies, de les quals 56 eren unipersonals (22 homes vivint sols i 34 dones vivint soles), 64 parelles sense fills, 123 parelles amb fills i 15 famílies monoparentals amb fills.
La població ha evolucionat segons el següent gràfic:
Habitants censats

### Habitatges
El 2007 hi havia 297 habitatges, 271 eren l'habitatge principal de la família, 2 eren segones residències i 24 estaven desocupats. 282 eren cases i 15 eren apartaments. Dels 271 habitatges principals, 224 estaven ocupats pels seus propietaris, 38 estaven llogats i ocupats pels llogaters i 9 estaven cedits a títol gratuït; 1 tenia una cambra, 8 en tenien dues, 19 en tenien tres, 59 en tenien quatre i 184 en tenien cinc o més. 217 habitatges disposaven pel capbaix d'una plaça de pàrquing. A 106 habitatges hi havia un automòbil i a 138 n'hi havia dos o més.

### Piràmide de població
La piràmide de població per edats i sexe el 2009 era:
| Homes | Edats   | Dones |
| ----- | ------- | ----- |
| 0     | 95 o +  | 4     |
| 0     | 90 a 94 | 0     |
| 12    | 85 a 89 | 4     |
| 0     | 80 a 84 | 4     |
| 12    | 75 a 79 | 16    |
| 0     | 70 a 74 | 16    |
| 16    | 65 a 69 | 8     |
| 12    | 60 a 64 | 4     |
| 12    | 55 a 59 | 12    |
| 32    | 50 a 54 | 12    |
| 36    | 45 a 49 | 28    |
| 24    | 40 a 44 | 32    |
| 44    | 35 a 39 | 32    |
| 28    | 30 a 34 | 40    |
| 20    | 25 a 29 | 8     |
| 20    | 20 a 24 | 12    |
| 32    | 15 a 19 | 32    |
| 36    | 10 a 14 | 28    |
| 28    | 5 a 9   | 16    |
| 20    | 0 a 4   | 16    |

## Economia
El 2007 la població en edat de treballar era de 492 persones, 380 eren actives i 112 eren inactives. De les 380 persones actives 348 estaven ocupades (194 homes i 154 dones) i 33 estaven aturades (18 homes i 15 dones). De les 112 persones inactives 37 estaven jubilades, 40 estaven estudiant i 35 estaven classificades com a «altres inactius».

### Ingressos
El 2009 a Belleau hi havia 283 unitats fiscals que integraven 814 persones, la mediana anual d'ingressos fiscals per persona era de 17.976 €.

### Activitats econòmiques
Dels 13 establiments que hi havia el 2007, 2 eren d'empreses de construcció, 3 d'empreses de comerç i reparació d'automòbils, 1 d'una empresa d'hostatgeria i restauració, 1 d'una empresa d'informació i comunicació, 1 d'una empresa immobiliària, 3 d'empreses de serveis, 1 d'una entitat de l'administració pública i 1 d'una empresa classificada com a «altres activitats de serveis».
Dels 3 establiments de servei als particulars que hi havia el 2009, 1 era un taller de reparació d'automòbils i de material agrícola, 1 paleta i 1 agència immobiliària.
L'any 2000 a Belleau hi havia 23 explotacions agrícoles que ocupaven un total de 1.921 hectàrees.

## Equipaments sanitaris i escolars
El 2009 hi havia una escola maternal.

## Poblacions més properes
El següent diagrama mostra les poblacions més properes.